# Boonville (Missouri)
Pour les articles homonymes, voir Boonville.
La ville de Boonville est le siège du comté de Cooper, situé dans l'État du Missouri, aux États-Unis.